# Rosa chavinii
Rosa chavinii är en rosväxtart som beskrevs av Daniel Rapin och Georges François Reuter. Rosa chavinii ingår i släktet rosor, och familjen rosväxter. Inga underarter finns listade i Catalogue of Life.